# Pseudoginglymostoma brevicaudatum
Genre
Espèce
Statut de conservation UICN

 CR  : 
En danger critique
Répartition géographique
Le Requin nourrice à queue courte (Pseudoginglymostoma brevicaudatum) est une espèce de requin de la famille des Ginglymostomatidés, la seule du genre Pseudoginglymostoma. 

## Description et caractéristiques
Il peut atteindre une taille de 75 cm.

## Habitat et répartition
Il se trouve dans les eaux tropicales de l'ouest de l'océan Indien, entre les latitudes 0°S et 27°S, notamment en Tanzanie et à Madagascar. 

## Menaces
Cette espèce est placée sur la liste rouge de l'UICN des espèces vulnérables.